# Pulau Laut Utara
Pulau Laut Utara (indonez. Kecamatan Pulau Laut Utara) – kecamatan w kabupatenie Kotabaru w prowincji Borneo Południowe w Indonezji.
Kecamatan ten leży w północnej części wyspy Laut na Cieśninie Makasarskiej. Od południa graniczy z kecamatanami Pulau Laut Tengah i Pulau Laut Timur.
W 2010 roku kecamatan ten zamieszkiwało 79 639 osób, z których 68 643 stanowiła ludność miejska, a 10 996 wiejska. Mężczyzn było 40 954, a kobiet 38 685. 77 169 osób wyznawało islam, a 1 184 chrześcijaństwo.
Znajdują się tutaj miejscowości: Baharu Selatan, Baharu Utara, Batuah, Dirgahayu, Gedambaan, Gunung Sari, Gunung Ulin, Hilir Muara, Kotabaru Hilir, Kotabaru Hulu, Kotabaru Tengah, Mega Sari, Rampa, Sarang Tiung, Sebatung, Sebelimbingan, Sungai Taib, Semayap, Sigam, Stagen, Tirawan.